# Оболенський Михайло Андрійович

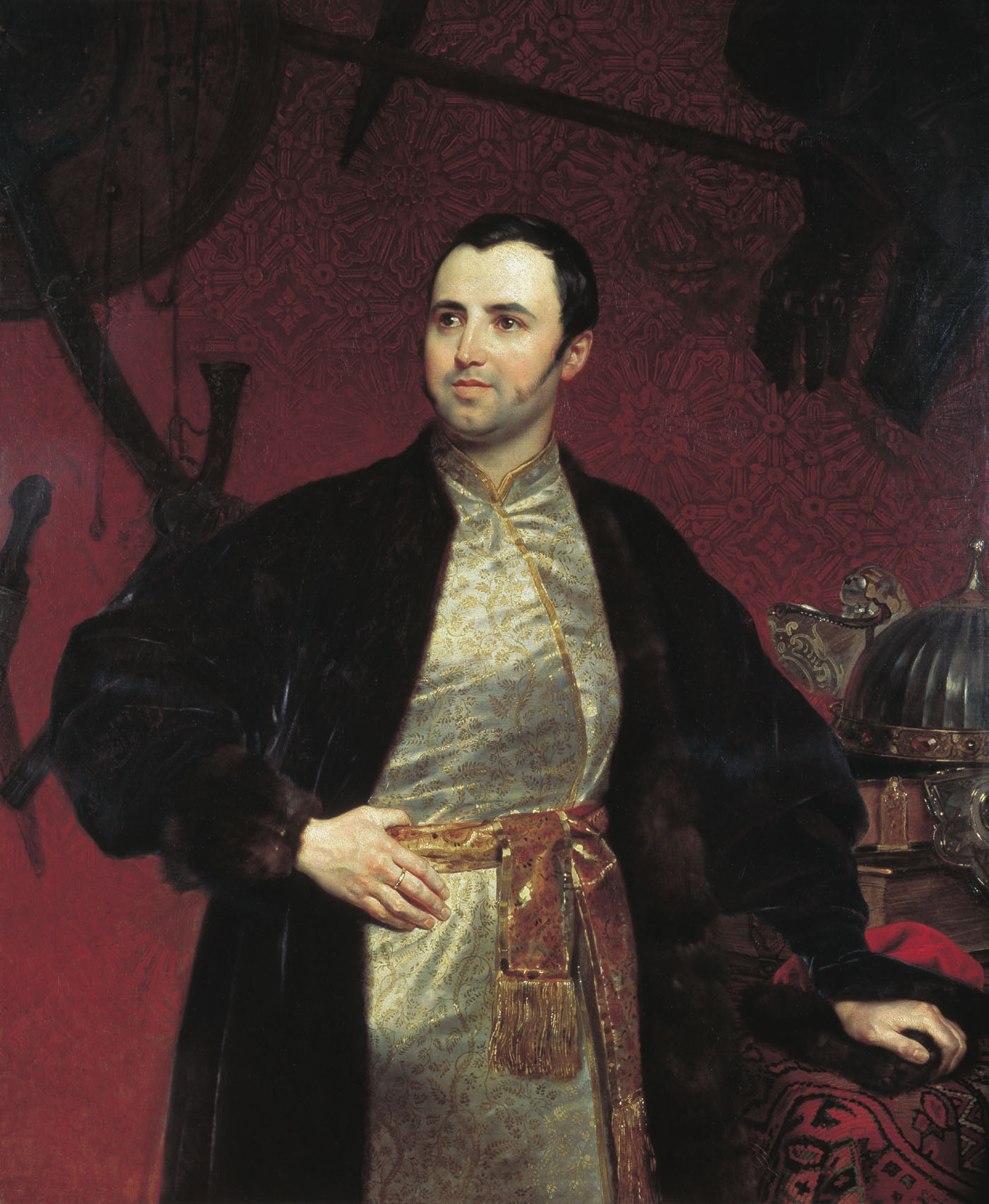
Михайло Оболенський. Портрет роботи Карла Брюллова (1840—1846 роки)

Миха́йло Андрі́йович Оболе́нський (рос. Михаил Андреевич Оболенский; 2(14) січня 1806, Тульчин Подільської губернії, нині Вінницької області — 12(24) січня 1873, Санкт-Петербург) — російський князь, історик-архівіст.

## Біографія

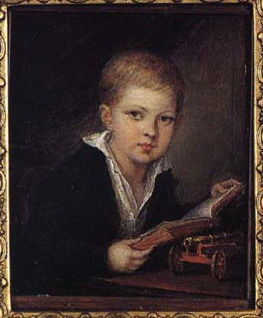
Михайло Оболенський в дитинстві. Портрет роботи Василя Тропініна

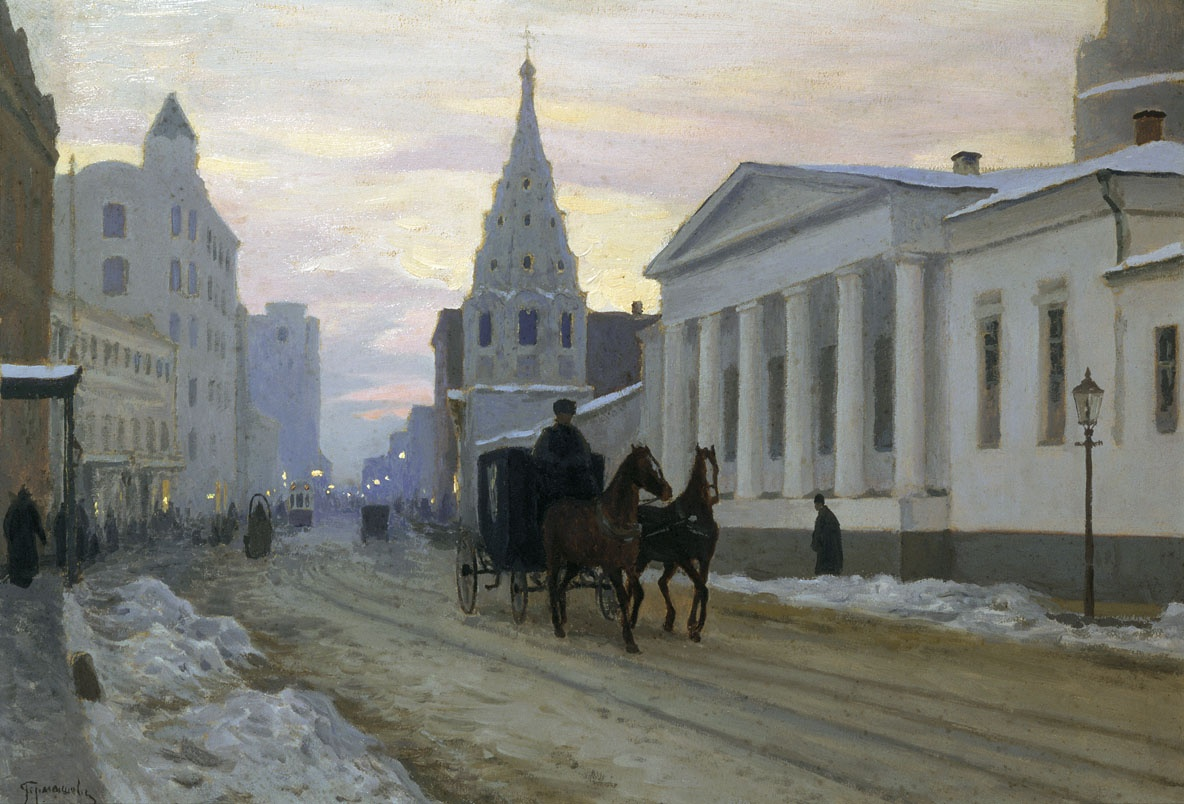
Будинок Оболенського (з колонами) на картині Михайла Гермашева «Стара Москва. Вулиця Арбат» (початок XX століття)

Належав до давнього князівського року. Другий із чотирьох синів генерал-майора князя Андрія Михайловича Оболенського (1765—1830) від шлюбу з графинею Парасковією Миколаївною Морковою (померла 1832 року) — донькою генерал-майора графа Миколи Івановича Моркова.
У лютому 1818 року 12-річного Михайла Оболенського віддали в пажі. У квітні 1823 року він став камер-пажем. У квітні 1825 року 19-річний Михайло Андрійович розпочав дійсну військову службу прапорщиком у лейб-гвардії Фінляндському полку. У квітні 1827 року його підвищили до підпоручика.
29 квітня (11 травня) 1836 року одружився з Олександрою Олексіївною Мазуріною — донькою потомственого почесного громадянина, купця першої гільдії, московського міського голови у 1828—1831 роках Олексія Олексійовича Мазуріна. 16(28) лютого 1837 року в Москві в них народилася донька Ганна — у шлюбі Хілкова (померла 1909 року). Через два роки, 31 серпня (12 вересня) 1839 року, народився син Олексій, який помер молодим (1862 року він потонув, за іншою версією — повісився у батьківському будинку на Арбаті ).
1869 року, за кілька років до смерті, князя Михайла Оболенського обрали почесним мировим суддею Алатирського повіту Симбірської губернії та почесним мировим суддею на з'їзді мирових суддів Кам'янецького округу (Подільська губернія).